# Bandeira de João Pessoa
A Bandeira de João Pessoa é um dos símbolos oficiais do município de João Pessoa, capital do estado da Paraíba, Brasil.

## Descrição
Seu desenho consiste em um retângulo dividido horizontalmente em 7 faixas, quatro bancas e três vermelhas alternadas. há também uma faixa vertical preta sobre a qual estão três muralhas com quatro torres em forma de coroa na cor prata.

## Simbolismo
O desenho representa um resumo cronológico da cidade:
- As faixas vermelhas seriam uma alusão às famílias Silveira e Leitão, de Duarte da Silveira e Martim Leitão, heróis da conquista da capitania da Paraíba;[1]
- As três coroas, que também fazem parte do brasão do município, representam os nomes que a cidade recebeu anteriormente: Filipeia, Frederica (ou Frederikstadt) e Parahyba.[1]

As cores seriam uma homenagem a João Pessoa Cavalcanti de Albuquerque, mesmo motivo pelo qual a atual bandeira da Paraíba é vermelha, preta e branca. O vermelho representa a cor da Aliança Liberal e o preto, o luto que se apossou da Paraíba com a morte de João Pessoa, presidente do estado em 1929 e vice-presidente do Brasil em 1930, ao lado do presidente Getúlio Vargas.